# Ao Vivo na Kiss FM
Ao Vivo na Kiss FM é o sexto álbum ao vivo da banda de rock brasileira Resgate.
As gravações são originais da participação do Resgate no programa Kiss Club, da rádio Kiss FM. A apresentação foi transmitida em 20 de setembro de 2016, por meio de videoconferência e programação ao vivo. Dois meses depois, foi lançado nas plataformas digitais como álbum.

## Gravação
O Resgate participou do programa Kiss Club, da rádio Kiss FM, em setembro de 2016. Na ocasião, a banda tocou várias canções que tinham feito parte do álbum 25 Anos (2015), como "Ninguém Vai Saber" e o novo arranjo de "Doutores da Lei". A versão de "Luz" neste álbum contou com um incidental com a música "Let the Sunshine In", do musical Hair.

## Lançamento
Ao Vivo na Kiss FM foi lançado de forma independente, com distribuição da ONErpm e apenas no formato digital. Em 2020, o show foi distribuído também em um pendrive comemorativo dos 30 anos do grupo.

## Faixas
A seguir lista-se as faixas, compositores e durações de cada canção de Ao Vivo na Kiss FM.
| N.º            | Título               | Compositor(es)                                         | Duração |  |
| 1.             | "Doutores da Lei"    | Zé Bruno                                               | 3:55    |  |
| 2.             | "A Hora do Brasil"   | Hamilton, Marcelo, Zé Bruno, Dudu Borges e Jorge Bruno | 3:32    |  |
| 3.             | "Depois de Tudo"     | Hamilton, Marcelo, Zé Bruno, Dudu Borges e Jorge Bruno | 3:57    |  |
| 4.             | "Infinitamente Mais" | Hamilton, Marcelo, Zé e Jorge Bruno                    | 3:58    |  |
| 5.             | "O que não Precisa"  | Zé Bruno                                               | 3:40    |  |
| 6.             | "Ninguém Vai Saber"  | Zé Bruno e Hamilton Gomes                              | 3:41    |  |
| 7.             | "5:50 AM"            | Hamilton Gomes e Zé Bruno                              | 4:41    |  |
| 8.             | "Eu Estou Aqui"      | Zé Bruno                                               | 4:06    |  |
| 9.             | "Luz"                | Hamilton Gomes e Zé Bruno                              | 4:46    |  |
| Duração total: | Duração total:       | Duração total:                                         | 44:18   |  |

## Ficha técnica
A seguir estão listados os músicos e técnicos envolvidos na produção de Ao Vivo na Kiss FM:
Banda
- Zé Bruno - vocais, guitarras
- Hamilton Gomes - guitarras, vocal de apoio
- Marcelo Bassa - baixo
- Jorge Bruno - bateria e vocal de apoio

Equipe técnica
- Marcelo Farias - produção geral, edição, mixagem e masterização
- Marcelo Marques - técnico de estúdio
- Henry do Carmo - técnico de estúdio
- Alfredo Farias - técnico de estúdio
- Tatiane Farias - técnico de estúdio